# Philip Cools
Philip Cools (Turnhout, 10 februari 1962) is een Belgisch Vlaams-nationalistisch politicus voor de N-VA.

## Levensloop
Cools groeide op te Maria-ter-Heide. Hij doorliep zijn middelbaar onderwijs aan het GIB. Tijdens zijn jeugd was hij aangesloten bij fanfare 'Kunst en Vermaak' en de plaatselijke voetbalclub. Later maakte hij de overstap naar het volleybal. Na zijn studies ging hij aan de slag bij het Brasschaatse gemeentebestuur, daarnaast volgde hij studies administratief recht in avondonderwijs. Ook baatte hij samen met zijn echtgenote een videotheek uit. In 2008 ging hij vervolgens aan de slag als persoonlijk assistent van Jan Jambon in de Kamer van Volksvertegenwoordigers, een functie die hij uitoefende tot 2010. Hierop aansluitend was hij er werkzaam op het N-VA-fractiesecretariaat tot hij in 2014 werd aangesteld als secretariaatsdirecteur op het kabinet van Jambon (die intussen minister in de regering-Michel I was geworden). Toen deze na de Vlaamse verkiezingen van 2019 werd aangesteld als minister-president, ging Cools op zijn kabinet aan de slag als adjunct-kabinetssecretaris.
Zelf werd hij politiek actief na de gemeenteraadsverkiezingen van 2012 toen hij een eerste maal werd verkozen als gemeenteraadslid en tevens schepen met de bevoegdheden Ruimtelijke Ordening, Lokale Economie en Toerisme. Deze functie (schepen) oefende hij tot hij in 2014 aan de slag ging op het kabinet van Jambon. Hij werd in deze hoedanigheid opgevolgd door partijgenoot Tom Versompel. Toen deze in 2016 zijn mandaat inleverde (nadat hij tot driemaal toe was betrapt op het rijden onder invloed) nam Cools zijn schepenmandaat opnieuw op. Na het ontslag van dienstdoend burgemeester Koen Verberck in augustus 2018 volgde hij deze in die hoedanigheid op. Zelf werd hij als schepen opgevolgd door Goele Fonteyn. Toen Jambon in december 2018 zijn functie als minister neerlegde (en zijn mandaat als burgemeester opnieuw opnam) nam Cools opnieuw zijn schepenmandaat op. Hij kreeg de bevoegdheden Personeel, Financiën, Interne Organisatie en ICT toegewezen. Na de aanstelling van Jambon als Vlaams minister-president werd Cools opnieuw dienstdoend burgemeester. Bruno Heirman volgde hem op als schepen. Hij bleef waarnemend burgemeester tot in december 2024 en werd in het daaropvolgende gemeentebestuur opnieuw schepen, met de bevoegdheden Ruimtelijke Ordening, Energietransitie, Afvalbeleid en Wonen.
Hij is gehuwd en heeft twee kinderen.